# Platinum Vision
Platinum Vision Co., Ltd. (Nhật: プラチナビジョン株式会社 Hepburn: Purachina Bijon kabushiki-kaisha) là một xưởng phim hoạt hình Nhật Bản được thành lập vào năm 2016 tại Mitaka, Tokyo.

## Tác phẩm

### Anime truyền hình
| Tựa đề                           | Ngày phát sóng   | Ngày phát sóng    | Đạo diễn                  | Số tập | Ghi chú                                                                               |
| Tựa đề                           | Bắt đầu          | Kết thúc          | Đạo diễn                  | Số tập | Ghi chú                                                                               |
| -------------------------------- | ---------------- | ----------------- | ------------------------- | ------ | ------------------------------------------------------------------------------------- |
| Servamp                          | 5 tháng 7, 2016  | 20 tháng 9, 2016  | Sara Itto, Nakano Hideaki | 12     | Chuyển thể từ bộ manga cùng tên của Strike Tanaka. Hợp tác sản xuất với Brain's Base. |
| Saiyuki Reload Blast             | 5 tháng 7, 2017  | 20 tháng 9, 2017  | Nakano Hideaki            | 12     | Dựa trên manga của Minekura Kazuya. Phần tiếp theo của Saiyuki ReLoad GunLock.        |
| Devils' Line                     | 7 tháng 4, 2018  | 23 tháng 6, 2018  | Nakano Hideaki            | 12     | Chuyển thể từ manga của Hanada Ryo.                                                   |
| Kono Oto Tomare!                 | 6 tháng 4, 2019  | 28 tháng 12, 2019 | Mizuno Ryōma              | 26     | Chuyển thể từ bộ manga của Amyu.                                                      |
| Kaibyōi Ramune                   | 10 tháng 1, 2021 | 28 tháng 3, 2021  | Ōba Hideaki               | 12     | Chuyển thể từ bộ manga của Aho Toro.                                                  |
| Koroshi Ai                       | 13 tháng 1, 2022 | 31 tháng 3, 2022  | Ōba Hideaki               | 12     | Chuyển thể từ manga của Fe.                                                           |
| Watashi no Oshi wa Akuyaku Reijō | 2 tháng 10, 2023 | 19 tháng 12       | Ōba Hideaki               | 12     | Dựa theo bộ light novel cùng tên của Inori.                                           |

### Phim anime điện ảnh
| Tựa đề                                 | Ngày công chiếu | Đạo diễn       | Thời lượng | Ghi chú                                     | Nguồn  |
| -------------------------------------- | --------------- | -------------- | ---------- | ------------------------------------------- | ------ |
| Gekijōban Servamp: Alice in the Garden | 7 tháng 4, 2018 | Nakano Hideaki | 58 phút    | Nối tiếp câu chuyện của Servamp.            | [ 9 ]  |
| Classic Stars                          | 2025            | Oba Hideaki    |            | Dựa trên thương hiẹu truyền thông cùng tên. | [ 10 ] |

### Original video animation (OVA)
| Tựa đề                         | Ngày phát hành   | Đạo diễn       | Số tập | Ghi chú                   | Nguồn  |
| ------------------------------ | ---------------- | -------------- | ------ | ------------------------- | ------ |
| Devils' Line: Anytime Anywhere | 23 tháng 8, 2018 | Nakano Hideaki | 1      | Tập OVA của Devil's Line. | [ 11 ] |